# Callixalus pictus
Callixalus pictus is een kikker uit de familie rietkikkers (Hyperoliidae). De soort werd voor het eerst wetenschappelijk beschreven door Raymond Ferdinand Laurent in 1950. Het is de enige soort uit het geslacht Callixalus.

## Uiterlijke kenmerken
Mannetjes worden ongeveer 3,7 centimeter, vrouwtjes iets groter tot 4,3 cm. De kleur is bruin tot bijna zwart met vele kleine oranjerode vlekjes op de rug. De binnenzijde van de dijen zijn oranje van kleur, de buik is roze. Een keelzak ontbreekt, de zwemvliezen zijn niet volledig ontwikkeld.

## Verspreiding en habitat
Callixalus pictus komt voor in delen van Afrika en leeft in de landen Congo-Kinshasa en Rwanda. De habitat bestaat uit beboste bergstreken. De kikker is alleen op een hoogte van meer dan 2100 meter boven zeeniveau gevonden en de meeste exemplaren leven boven de 2400 meter.

## Levenswijze
Overdag verstopt de kikker zich in bamboestokken van bamboebossen op enkele meters hoogte. Waar deze beplanting ontbreekt wordt overdag geschuild onder boomschors en mossen op boomstammen, 's nachts wordt de kikker actief en jaagt op kleine ongewervelden. Over de voortplanting is nog weinig bekend.